# Pablo Rodríguez Delgado
Pablo Rodríguez Delgado (Las Palmas de Gran Canaria, 4 de agosto de 2001) es un futbolista español que juega como delantero en el Lech Poznań de la Ekstraklasa.

## Trayectoria
Natural de Las Palmas, es un jugador formado en las categorías inferiores del Valsequillo y U. D. Las Palmas que llegó a la cantera del Real Madrid en categoría cadete en el año 2016. Pasaría por el Juvenil "B" durante las temporadas 2017-18 y 2018-19, para llegar al Juvenil "A" a mediados de 2019. Durante la temporada 2019-20 con el Juvenil "A" formó parte de la plantilla que ganó la Liga Juvenil de la UEFA en 2020, a las órdenes de Raúl González Blanco, jugando la cifra de nueve partidos en la que aportó tres goles, incluido uno en la final frente al S. L. Benfica. Esa campaña también formó parte del Real Madrid Castilla C. F. con el que jugó once encuentros y anotó dos tantos.[cita requerida]
El 30 de septiembre de 2020 firmó por la U. S. Lecce de Italia. Con este equipo llegó a participar en cuatro partidos de la Serie A 2022-23 antes de ser cedido al Brescia Calcio y al Ascoli Calcio 1898 FC. Acumuló una tercera cesión en agosto de 2024 que le permitió regresar a España para jugar en el Racing de Santander.
El 18 de julio de 2025 abandonó definitivamente el conjunto italiano y fichó por el Lech Poznań hasta junio de 2029.

## Clubes
| Club                           | País    | Año       | Partidos (goles) |
| ------------------------------ | ------- | --------- | ---------------- |
| Real Madrid Castilla C. F.     | España  | 2020      | 11 (2)           |
| U. S. Lecce                    | Italia  | 2020-2023 | 51 (8)           |
| Brescia (cedido)               | Italia  | 2023      | 17 (3)           |
| Ascoli Calcio 1898 FC (cedido) | Italia  | 2023-2024 | 38 (4)           |
| Racing de Santander (cedido)   | España  | 2024-2025 | 38 (7)           |
| Lech Poznań                    | Polonia | 2025-act. |                  |

## Palmarés

### Campeonatos nacionales
| Título  | Club        | País   | Año  |
| ------- | ----------- | ------ | ---- |
| Serie B | U. S. Lecce | Italia | 2022 |